# Strömaren
Strömaren är en sjö i Tierps kommun i Uppland och ingår i Tämnarån-Forsmarksåns kustområde. Sjön är 2,6 meter djup, har en yta på 4,19 kvadratkilometer och befinner sig 29 meter över havet. Sjön avvattnas av vattendraget Strömarån. Vid provfiske har bland annat abborre, björkna, braxen, gers, mört, sutare och gädda fångats i sjön.
Sjön avvattnas av Strömarån som mynnar i Lövstabukten. Tillrinningsområdet utgörs av skogsmark med inslag av myrar. Sjön är grund och håller på att växa igen på grund av en sänkning av vattenståndet.

## Delavrinningsområde
Strömaren ingår i delavrinningsområde (669222-160363) som SMHI kallar för Utloppet av Strömaren. Medelhöjden är 37 meter över havet och ytan är 52,36 kvadratkilometer. Det finns inga avrinningsområden uppströms utan avrinningsområdet är högsta punkten. Avrinningsområdets utflöde Strömarån mynnar i havet. Avrinningsområdet består mestadels av skog (77 procent). Avrinningsområdet har 3,65 kvadratkilometer vattenytor vilket ger det en sjöprocent på 7 procent.

## Fisk
Vid provfiske har följande fisk fångats i sjön:
- Abborre
- Björkna
- Braxen
- Gärs
- Gädda
- Löja
- Mört
- Sarv